# Debaser (chanson)
Pour la bande dessinée de Raf, voir Debaser (bande dessinée).
Singles de Pixies
Head On
(1992) Bam Thwok
(2004)
Debaser (IPA: /dɨˈbeːsɚ/) est une chanson interprétée par le groupe américain de rock alternatif Pixies ; elle est la première piste de leur album Doolittle sorti en 1989.
Écrite et jouée par le leader du groupe, Black Francis, la chanson a été produite pour la première fois par Gil Norton pendant la session d'enregistrement de Doolittle.
Le single Head On inclut une version live de la chanson, enregistrée à Chicago le 9 août 1989, et un enregistrement de Debaser du 16 décembre 2004, à New York apparait sur "Hey" – Live Pixies 2004–2005. Debaser est sortie en single en 1997, pour promouvoir la compilation Death to the Pixies. Le single existe en trois formes : live, studio et démo.

## Paroles et signification
Les paroles sont inspirées du court-métrage surréaliste de Luis Buñuel et Salvador Dalí nommé Un chien andalou.
Le film débute sur une scène dans laquelle l'œil d'une femme est tranché en deux avec une lame de rasoir, scène qui est évoquée dès le début de la chanson par les paroles « Slicin' up eyeballs/I want you to know ».
Black Francis a déclaré :

« J'aurai aimé que Buñuel soit encore en vie. Il a fait ce film sans propos particulier. Le titre en lui-même est un non-sens. Avec ma façon stupide, pseudo-scientifique, naïve, enthousiaste, avant-gardiste et amatrice de regarder Un chien andalou, je me suis dit : « Ouais, on va faire une chanson à propos de ce film ». [Il chante :] « Un chien andalou »... ça sonne trop français, je préfère chanter « un chien andalusia », ça sonne bien, non ? »

Le titre Debaser fait référence, selon Black Francis à la façon dont Un chien andalou dévalorise la morale et les standards de l'art.
Dans la première version de la chanson, le vers « un chien andalusia » était en fait « Shed, Appolonia ! » en référence à la vedette du film Purple Rain
Une rumeur veut aussi que le titre de Debaser soit une référence aux études cinématographiques du professeur Don Eric Levine de l'université du Massachusetts à Amherst.
Quand il a assisté à UMass, Black Francis était dans la classe de Levine, où le film Un chien andalou a été projeté. 
Selon la rumeur, Don Levine était surnommé « the debaser » à cause de sa manie de raconter aux étudiants la chute des films qu'il projetait.

## Utilisation
L’auteur Raf a utilisé le titre de la chanson pour sa bande dessinée homonyme : Debaser.

## Source
- (en) Cet article est partiellement ou en totalité issu de l’article de Wikipédia en anglais intitulé « Debaser » (voir la liste des auteurs).
- Ben Sisario, Doolittle, Continuum, 2006